# Mariotto Albertinelli

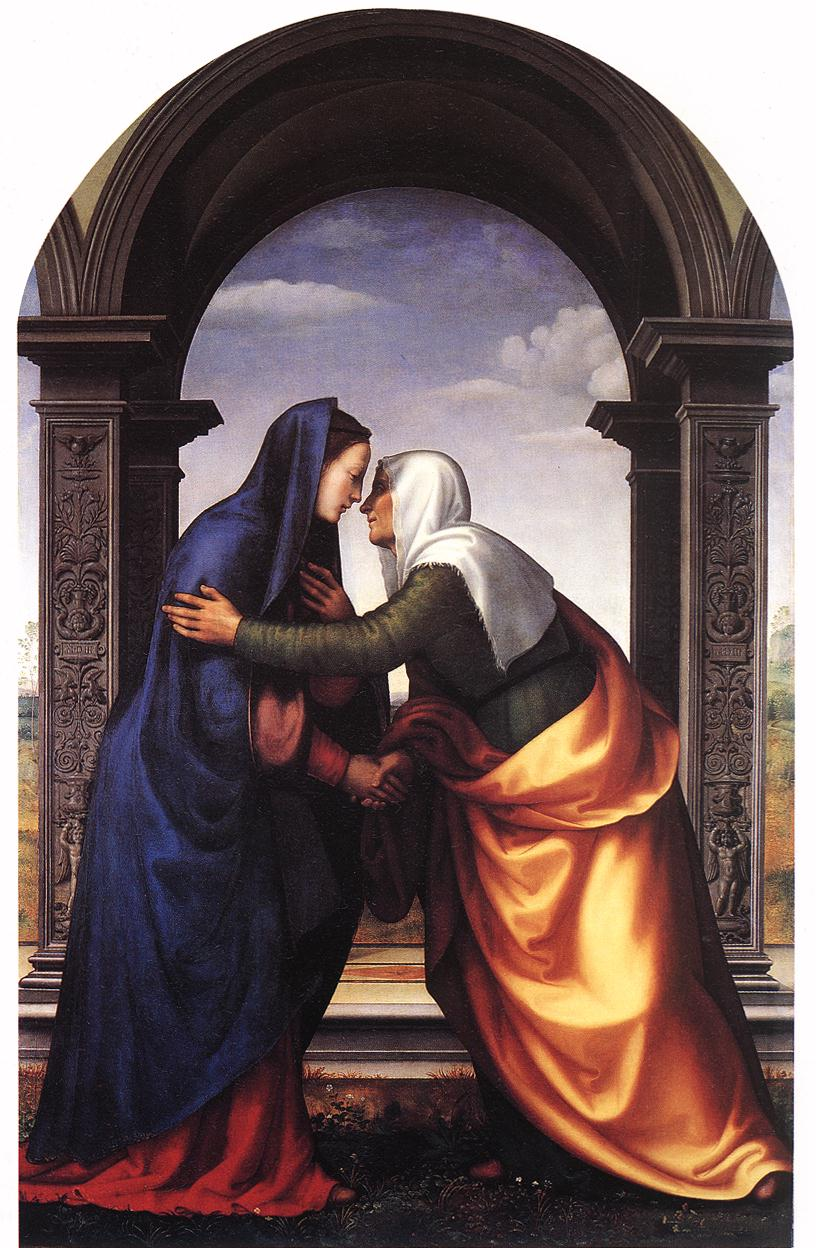
Nawiedzenie, 1503, Galeria Uffizi we Florencji

Mariotto Albertinelli właściwie Mariotto di Bigio di Bindo Albertinelli (ur. 13 października 1474 we Florencji, zm. 5 listopada 1515 tamże) – włoski malarz renesansowy, przyjaciel i współpracownik Fra Bartolomeo.
Jako dwunastolatek podjął naukę w pracowni Cosimo Rosselliego, gdzie zaprzyjaźnił się z Bartolommeo di Paglia del Fartorino znanym później jako Fra Bartolomeo. W latach 1494–1500 artyści prowadzili wspólną pracownię, po wstąpieniu Bartolomeo do zakonu dominikanów ich drogi życiowe się rozeszły około 1508 roku. Według historiografa sztuki Giorgio Vasariego zniechęcony przez krytyków i pragnący weselszego życia Albertinelli porzucił malarstwo i zajął się prowadzeniem karczmy. Po pewnym czasie powrócił jednak do malowania.
Mariotto Albertinelli tworzył w stylu zbliżonym do twórczości Fra Bartolomeo, z którym wykonał wiele wspólnych malowideł. Jego prace odznaczają się prostotą i monumentalnością. Krytycy sztuki zwracają uwagę na znaczny wpływ Leonarda da Vinci widoczny m.in. w stosowaniu techniki sfumato, polegającej na łagodnych przejściach z partii ciemnych do jasnych, dających mgliste efekty kolorystyczne. Kompozycje artysty świadczą też o inspiracji dziełami Perugina i znajomości niderlandzkiej szkoły pejzażu. Współcześni uważali dzieła Albertinelliego za eleganckie, jednak zarzucali im brak wyrazu.
Najjlepszym obrazem malarza jest Nawiedzenie ze zbiorów Galerii Uffizi we Florencji.
Albertinelli miał licznych uczniów, wśród których najbardziej znani byli Jacopo Pontormo, Giuliano Bugiardini i Franciabigio.